# Internet und Psychologie
Internet und Psychologie war eine wissenschaftliche Fachbuchreihe des Hogrefe Verlags, in welcher Bücher an der Schnittstelle Psychologie und Neue Medien veröffentlicht wurden. Zwischen 1999 und 2007 erschienen in der Buchreihe 9 Bücher. Herausgeber der Reihe war Bernad Batinic.

## Bücher der Reihe
Bis 2007 erschienen die nachfolgend aufgelisteten (Themen-)Bände.
| Band    | Titel | Autor                                                          | Erscheinungsjahr     | ISBN              |
| ------- | --- | -------------------------------------------------------------- | -------------------- | ----------------- |
| Band 01 | Sozialpsychologie des Internet: die Bedeutung des Internet für Kommunikationsprozesse, Identitäten, soziale Beziehungen und Gruppen | Nicola Döring                                                  | 1999 (2. Aufl. 2003) | 978-3-8017-1255-6 |
| Band 02 | Online research: Methoden, Anwendungen und Ergebnisse                                                                               | Bernad Batinic, Andreas Werner, Lorenz Gräf, Wolfgang Bandilla | 1999                 | 978-3-8017-1201-3 |
| Band 03 | Computervermittelte Kommunikation in Organisationen                                                                                 | Margarete Boos, Kai J. Jonas, Kai Sassenberg                   | 2000                 | 978-3-8017-1269-3 |
| Band 04 | Das experimentalpsychologische Praktikum im Labor und WWW                                                                           | Dietmar Janetzko, Michael Hildebrandt, Herbert A. Meyer        | 2002                 | 978-3-8017-1427-7 |
| Band 05 | Virtuelle Realitäten | Gary Bente, Nicole C. Krämer, Anita Petersen                   | 2002                 | 978-3-8017-1465-9 |
| Band 06 | Klinische Psychologie und Internet: Potenziale für klinische Praxis, Intervention, Psychotherapie und Forschung                     | Ralf Ott, Christiane Eichenberg                                | 2003                 | 978-3-8017-1606-6 |
| Band 07 | Human resource management im Inter- und Intranet                                                                                    | Guido Hertel, Udo Konradt                                      | 2004                 | 978-3-8017-1731-5 |
| Band 08 | Internet und Persönlichkeit: differentiell-psychologische und diagnostische Aspekte der Internetnutzung                             | Karl-Heinz Renner, Astrid Schütz, Franz Machilek               | 2005                 | 978-3-8017-1852-7 |
| Band 09 | Kinderpornographie und Internet: Medium als Wegbereiter für das (pädo-)sexuelle Interesse am Kind?                                  | Korinna Kuhnen                                                 | 2007                 | 978-3-8017-2085-8 |

Nicht Bestandteil der Reihe ist das Buch Internet für Psychologen, welches im Jahr 1997 (2. Aufl., 2000) ebenfalls im Hogrefe-Verlag erschienen ist und ein ähnliches Coverdesign zur Buchreihe aufweist.